# Dysdera rugichelis
Dysdera rugichelis este o specie de păianjeni din genul Dysdera, familia Dysderidae, descrisă de Simon, 1907.
Este endemică în Insulele Canare. Conform Catalogue of Life specia Dysdera rugichelis nu are subspecii cunoscute.